# Sinagoga de Graz
La Sinagoga de Graz (en alemany: Grazer Synagoge) és una sinagoga situada a la ciutat austríaca de Graz, en el districte de Gries. El temple va ser construït i inaugurat en 1892. Més endavant, durant l'anomenada Kristallnacht, entre el 9 i el 10 de novembre de 1938, els nazis van destruir la sinagoga i d'aquests successos van quedar residus. La comunitat jueva de la sinagoga per aquell temps va ser expulsada des de Graz fins a Viena i després d'això va ser deportada. La seva reconstrucció i reobertura es van concretar el 1983 gràcies a Fedo Ertl, qui ha mantingut contacte amb la comunitat jueva de Graz. Amb aquest acord, la nova sinagoga va ser construïda sobre els fonaments de l'antiga, encara que amb una grandària més petita. Des de llavors, els incidents antisemites han disminuït notablement i en l'actualitat es troba funcionant amb normalitat.